# Huracán Tomás
El huracán Tomás fue un ciclón tropical moderadamente potente de finales de temporada, el último huracán atlántico registrado en el año en azotar las islas de Barlovento. Tomás, la decimonovena tormenta con nombre y el duodécimo huracán de la temporada de huracanes del Atlántico de 2010, se formó a partir de una onda tropical al este de las Islas de Barlovento el 29 de octubre. Con una rápida intensificación hasta convertirse en huracán, atravesó las Islas de Barlovento y pasó sobre Santa Lucía. Tras alcanzar la categoría 2 en la escala de huracanes de Saffir-Simpson, Tomás se debilitó rápidamente a tormenta tropical en el centro del mar Caribe, debido a la fuerte cizalladura del viento y el aire seco. Posteriormente, Tomás se volvió a intensificar hasta convertirse en huracán cerca del paso de Barlovento.
A lo largo de su trayectoria, se produjeron 44 muertes, 8 de ellas en Santa Lucía. Tras la tormenta en Haití, las inundaciones agravaron un brote de cólera, causando indirectamente más muertes. Sin embargo, los impactos directos del huracán en Haití fueron menores de lo previsto. Los daños totales de la tormenta ascendieron a  $463 millones.

## Historia meteorológica
Una onda tropical salió de la costa occidental de África el 24 de octubre de 2010. Se desplazó rápidamente hacia el oeste a través del Atlántico tropical a una latitud comparativamente baja, quedando inserto en la Zona de Convergencia Intertropical. Durante este tiempo la estructura de la ola mantuvo un aspecto vigoroso; la porción occidental contenía convección dispersa, con fuertes tormentas eléctricas, así como una amplia zona de vientos rotatorios. El 27 de octubre, cuando el sistema se encontraba aproximadamente a 1.900 kilómetros (1.200 millas) al estesureste de las islas de Barlovento, el Centro Nacional de Huracanes (NHC) observó condiciones atmosféricas favorables para la ciclogénesis tropical, concretamente una ligera cizalladura del viento. La ola y su convección expansiva se amplificaron durante los dos días siguientes, presentando indicios de bandas de lluvia en espiral. Un avión cazadores de huracanes que investigaba el disturbio el 29 de octubre observó una circulación en desarrollo con vientos con fuerza de tormenta tropical a nivel del mar. A la luz de esas características, el Centro Nacional de Huracanes (NHC) estimó que el sistema se convirtió en una depresión tropical a las 06:00 UTC de ese día, a unas 460 millas (740 km) al sureste de Barbados, y lo actualizó a tormenta tropical Tomás seis horas más tarde.
Al iniciarse, Tomás viró hacia el noroeste y desaceleró en una región de baja cizalladura del viento y alta humedad tropical, dos de los principales requisitos para una rápida intensificación. Sin embargo, una desalineación entre las circulaciones de niveles bajos y altos del ciclón impidió este potencial de fortalecimiento, y en ese momento el Centro Nacional de Huracanes (NHC) no preveía que Tomás alcanzara la categoría de huracán hasta 36 a 48 horas después. Impulsada por la alta presión hacia el norte, la tormenta retrocedió ligeramente hacia el oesnoroeste en su aproximación a las islas de Barlovento. A pesar de los pronósticos previos de fortalecimiento moderado, los vientos de Tomás aumentaron bruscamente a 60 mph (97 km/h) a fines del 29 de octubre; además, la corriente de salida en altura se estableció bien en todos los cuadrantes a medida que la convección se consolidaba en una prominente banda de lluvia. El centro de la tormenta que se intensificaba cruzó el sur de Barbados a la mañana siguiente, alrededor de las 09:00 UTC. Las imágenes de radar de Martinica pronto revelaron la formación de un ojo de huracán; Tomás alcanzó la categoría de huracán un par de horas después, a unos 56 km (35 millas) al este de San Vicente y las Granadinas, después de que los Cazahuracanes registraran vientos superficiales de 121 km/h (75 mph). Para entonces, el ojo medía entre 56 y 74 km (35 y 46 mi) de diámetro.
Tomás continuó fortaleciéndose hasta el 30 de octubre, moviéndose generalmente de oeste a oesnoroeste. Alrededor de las 20:00 UTC, el ojo atravesó la costa norte de San Vicente, mientras que el anillo más septentrional de los vientos más fuertes bordeó Santa Lucía. Informes posteriores de Hurricane Hunters y reanálisis posteriores a la tormenta indicaron que Tomás había alcanzado una intensidad máxima con velocidades del viento de 100 mph (160 km/h) y una presión mínima de 982 mbar (hPa; 29,00 inHg) durante su recorrido por las islas, lo que lo convirtió en un huracán de categoría 2 en la escala de huracanes de Saffir-Simpson (EHSS). Aunque el Centro Nacional de Huracanes (NHC) notó el potencial de que Tomás se convirtiera en un huracán mayor, la agencia observó por el contrario que el huracán había comenzado a sufrir cizalladura del viento del suroeste, que los modelos de computadora pronostican que aumentará en el largo plazo. El 31 de octubre, una combinación de esta cizalladura y bolsas de aire seco dispersó la convección que rodeaba el ojo, iniciando una tendencia de debilitamiento. Tomás disminuyó a tormenta tropical a principios del 1 de noviembre, cuando las tormentas eléctricas más fuertes se desplazaron del vórtice de viento de bajo nivel por más de 115 millas (185 km). Tomás serpenteó ligeramente al sur del oeste por un tiempo, pasando al norte de las islas ABC durante la noche. Aunque el régimen de vientos en altura se relajó al día siguiente, con un breve resurgimiento de una zona de convección profunda cerca del centro de Tomás, la cizalladura parecía haber afectado ya a la tormenta. Con una estructura cada vez más difusa y alargada, Tomas se debilitó aún más, convirtiéndose en depresión tropical a las 00:00 UTC del 3 de noviembre, a unos 523 km (325 millas) al sureste de Kingston, Jamaica.

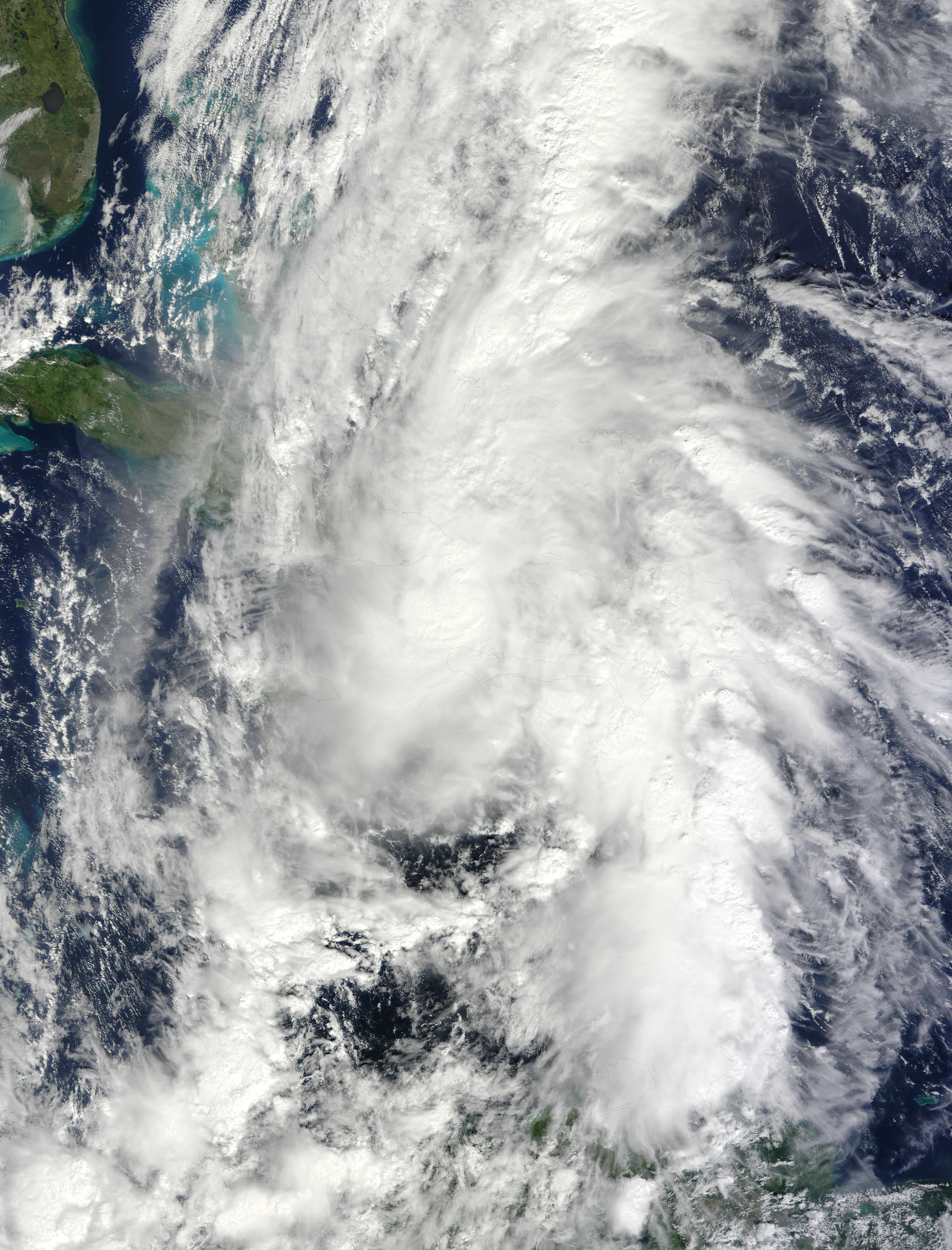
El huracán Tomás avanza por las Antillas Mayores el 5 de noviembre de 2010

Tras su deterioro, Tomás se desvió hacia el noroeste sobre el Caribe central. La circulación perdió aún más definición, junto a una amplia franja de bajas presiones que abarca el Caribe occidental. Una misión de los cazadores de huracanes para determinar si Tomás conservaba su estatus de ciclón tropical reveló que la circulación media de bajo nivel se había reformado al noreste del centro anterior. Tomás recuperó la fuerza de tormenta tropical a última hora del 3 de noviembre, y aunque los centros de bajo y medio nivel inicialmente no estaban alineados, se produjo un lento reforzamiento hasta el día siguiente. Tomás giró hacia el norte por delante de una vaguada profunda inusualmente fuerte para la época, circunnavegando la periferia occidental de la dorsal subtropical. Durante un período de seis horas, la actividad tormentosa central del ciclón se volvió mucho más concentrada, con una correspondiente caída rápida de la presión central. Mientras giraba hacia el noreste hacia el Paso de Barlovento, Tomás recuperó el estatus de huracán alrededor de las 0600 UTC del 5 de noviembre, a solo 36 millas (58 km) al oeste-suroeste del extremo occidental de Haití.
Durante el 5 de noviembre, el huracán aceleró hacia el noreste en respuesta a la vaguada que se acercaba, pasando justo entre el este de Cuba y el oeste de Haití. Debido a su proximidad a tierra, la convección se interrumpió cerca del centro; Tomás se debilitó a tormenta tropical cerca de las Islas Turcas y Caicos durante un período de cizalladura moderada el 6 de noviembre. Tras atravesar esa nación insular, Tomás se convirtió brevemente en huracán por última vez antes de que la cizalladura hostil del viento de la vaguada cercana comenzara a surtir efecto. Junto con un aire cada vez más seco, el ciclón se debilitó gradualmente hasta convertirse en tormenta tropical el 7 de noviembre. Tomás perdió sus características tropicales al día siguiente, aunque conservó vientos huracanados como ciclón extratropical. Giró bruscamente hacia el este antes de virar hacia el norte, acelerado por un amplio flujo ciclónico sobre el Atlántico occidental durante los dos días siguientes. El remanente extratropical de Tomás se desplazó posteriormente hacia el Atlántico norte, hasta que fue absorbido por otro sistema extratropical a unos cientos de millas al sur de Terranova, Canadá, el 11 de noviembre.

## Preparativos
Antes del desarrollo de Tomás, el NHC advirtió la posibilidad de que fuertes lluvias y ráfagas de viento intensas se extendieran por las islas de Barlovento, Venezuela y el norte de Guyana, debido a la onda tropical que luego se convirtió en el huracán Tomás. Tras el desarrollo de la tormenta tropical Tomás, la mayoría de las Islas de Barlovento fueron puestas bajo alerta de tormenta tropical, emitida por sus respectivos gobiernos; también se emitió una vigilancia de tormenta tropical para Dominica. Seis horas más tarde, cuando Tomás ya casi era un huracán, la alerta de tormenta tropical fue reemplazada por una alerta de huracán en Barbados, San Vicente y las Granadinas, Santa Lucía y Martinica; la alerta de tormenta tropical en Dominica también fue elevada a una alerta de tormenta tropical.  En Barbados, la gente pudo evacuar a escuelas y refugios para buscar seguridad durante la tormenta.  En Santa Lucía, el gobierno cerró los dos aeropuertos de la isla y ordenó el cierre de todos los negocios. Además, un gran festival criollo se canceló debido a la tormenta.
Las autoridades de Trinidad y Tobago cerraron las playas de todo el país. En San Vicente, la Organización Nacional para el Manejo de Emergencias (NEMO) emitió alertas de que un sistema tropical se acercaba al país. La rápida intensificación de Tomas tomó por sorpresa a muchos ciudadanos de San Vicente. La madrugada del 30 de octubre, el primer ministro se dirigió a la nación e informó al país sobre la situación que enfrentaba. Siguiendo el movimiento oeste-suroeste de la tormenta, las marejadas generadas por Tomas produjeron olas rompientes en sectores costeros de las islas ABC durante la mañana del 1 de noviembre. En consecuencia, se emitió un aviso para embarcaciones pequeñas a las 1415 UTC para las tres islas. Además, se declaró un estado de clima severo para Bonaire y Curaçao durante el paso de Tomás. En Haití, el país devastado a principios de año por un terremoto mortal el 12 de enero, las autoridades comenzaron a prepararse para el posible impacto de Tomás el 30 de octubre. Un portavoz de las Naciones Unidas señaló que un huracán sería "lo último que Haití necesita". El gobierno haitiano emitió una alerta de tormenta naranja, un nivel por debajo del estado de alerta más alto, y advirtió sobre la posibilidad de vientos, tormentas eléctricas e inundaciones.

## Impactos
| País/región                  | Víctimas mortales | Daños           | Ref(s)           |
| ---------------------------- | ----------------- | --------------- | ---------------- |
| Barbados                     | —                 | US$8.5 millones | [ 2 ]            |
| Cuba                         | —                 | 1               | [ 33 ]           |
| Países Bajos                 | 1                 | US$115 millones | [cita requerida] |
| Haití                        | 35                | Desconocido     | [ 2 ]            |
| Martinica                    | —                 | Mímima          |                  |
| San Vicente y las Granadinas | —                 | US$3.3 millones | [ 2 ]            |
| Santa Lucía                  | 8                 | US$336 millones | [ 2 ]            |
| Trinidad y Tobago            | —                 | US$629 mil      | [ 34 ]           |
| Total                        | 44                | US$463 millones |                  |

### Antillas Menores
Cuando Tomas pasó a 20 millas (32 kilómetros) al sur de Barbados, produjo una ráfaga de viento de 63 mph (101 km/h), que dañó viviendas y líneas eléctricas en la isla. También hubo informes de techos arrancados, caminos intransitables y árboles arrancados de raíz. Más tarde, una estación en Santa Lucía registró vientos sostenidos de 77 km/h (48 mph), con ráfagas de hasta 111 km/h (69 mph). Se produjeron daños generalizados en viviendas y líneas eléctricas. Los vientos destruyeron el techo de un hospital y una escuela, y varios árboles y cables eléctricos fueron derribados. Además, una estación en Martinica informó vientos sostenidos de 72 mph (116 km/h), con ráfagas de hasta 108 mph (174 km/h).
En San Vicente, no hubo muertos, pero dos personas resultaron gravemente heridas al intentar reparar los tejados de sus casas, y dos personas fueron reportadas como desaparecidas. Las dos personas reportadas como desaparecidas fueron encontradas el 1 de noviembre frente a la isla de Balliceaux. La Organización Nacional para el Manejo de Emergencias (NEMO) declaró zonas de desastre todas las áreas desde Park Hill hasta Owia, en el lado este, y todas las áreas desde Belle Isle hasta Fitz Hughes, en el lado oeste. También se informó que el sector agrícola sufrió daños por un valor superior a los 25 millones de dólares estadounidenses (67 millones de dólares del Caribe Oriental). Más de 1200 personas se vieron obligadas a buscar refugio en refugios para huracanes en todo San Vicente. Cerca de 600 casas perdieron sus tejados. Muchos cables eléctricos caídos, árboles y deslizamientos de tierra hicieron que algunas carreteras fueran intransitables, pero NEMO, la Autoridad de Puentes, Carreteras y Servicios Generales (BRAGSA) y la Compañía de Servicios Eléctricos de San Vicente (VINLEC) lograron despejar la carretera principal para el 1 de noviembre.

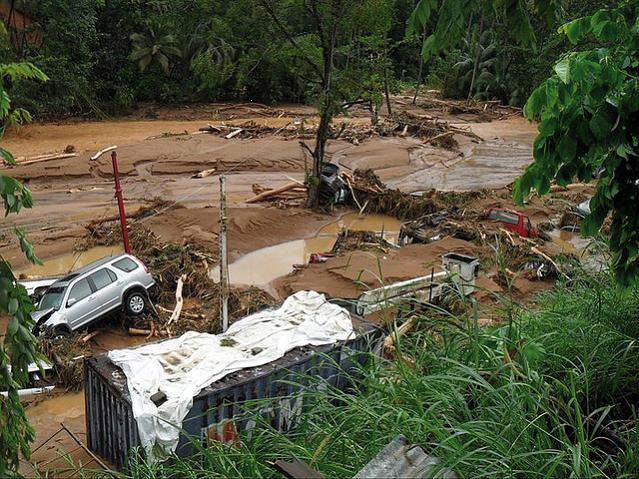
Daños por inundaciones a lo largo del río Cul de Sac en Santa Lucía

Se podría decir que Santa Lucía sufrió los peores daños a causa de la tormenta. En toda Santa Lucía, graves inundaciones y deslizamientos de tierra causaron al menos siete muertes, confirmadas por el director médico. Según un ministro del gobierno, varias personas más estaban desaparecidas y sepultadas por los deslizamientos de tierra. En la mañana del 2 de noviembre se confirmaron dos muertes más en la isla.
Aunque la tormenta no afectó directamente a las islas ABC, una de sus bandas de lluvia externas se estancó sobre la región y se intensificó durante la noche del 1 al 2 de noviembre. Curazao experimentó su evento de lluvia más extremo en 40 años; se registraron hasta 10,4 pulgadas (260 mm) durante un período de 24 horas en la parte oriental de la isla. La mayor parte de la lluvia cayó durante la noche en un fuerte aguacero, acompañado de una severa tormenta eléctrica que provocó cortes de electricidad, televisión y radio a gran escala. La caída de rayos provocó tres grandes incendios en una importante refinería de petróleo en Willemstad. Los incendios causaron graves daños a varios tanques, cuyo valor se estima en 10 millones de dólares. Los vuelos desde el Aeropuerto Internacional de Curazao se retrasaron debido a las condiciones peligrosas.
Tras horas de fuertes lluvias, se produjeron inundaciones generalizadas que hicieron intransitables la mayoría de las carreteras de la región y decenas de coches fueron arrastrados o varados. Las lluvias llenaron las represas y desbordaron los desagües, provocando que se desbordaran y agravando las inundaciones. Las localidades de Saliña, Brievengat y Mahaai estuvieron entre las más afectadas: cientos de casas, jardines y negocios quedaron inundados. En el punto álgido de la tormenta, un rescatista que asistía a la evacuación de un hospital falleció al derrumbarse un muro. Un anciano que sufría un infarto se ahogó al no poder salir de su coche inundado. En general, Curazao sufrió algunas de las peores inundaciones de su historia; las pérdidas aseguradas en toda la isla superaron los 110 millones de nairas (63 millones de dólares estadounidenses), aunque los costos totales de los daños causados por Tomás se estimaron en 200 millones de nairas (115 millones de dólares estadounidenses).
Los daños en las otras dos islas fueron mucho más limitados. Algunas zonas de Bonaire experimentaron lluvias intensas pero breves, con un máximo de 76 mm (3 pulgadas) en el Aeropuerto Internacional Flamingo, lo que provocó inundaciones localizadas. En Aruba, se registraron algunas tormentas eléctricas y lluvias moderadas, sin consecuencias significativas. Todas las escuelas de las islas estuvieron cerradas el 2 y 3 de noviembre como consecuencia de la tormenta.
Al pasar por las Islas de Barlovento hacia el Mar Caribe, Tomás produjo fuertes vientos y abundantes lluvias en Isla Aves, ubicada frente a la costa norte de Venezuela.

### Antillas Mayores

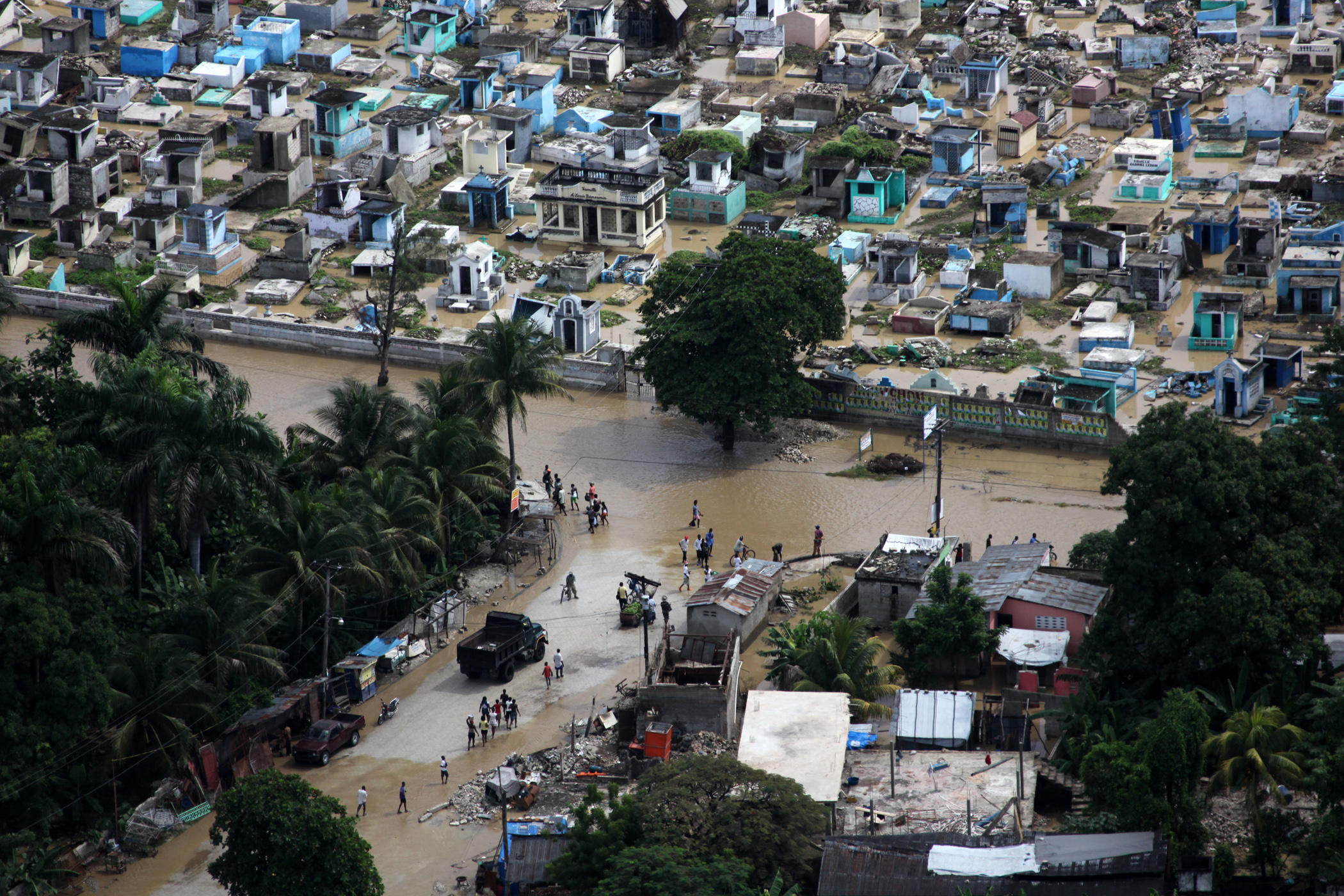
Inundaciones causadas por Tomas en Puerto Príncipe, Haití, el 6 de noviembre

Tras días de anticipación, Tomás llegó cerca de la costa de Haití la mañana del 5 de noviembre. La tormenta se intensificó al rozar la nación, agobiada por el desastre, recuperando fuerza de huracán cerca del extremo occidental de Haití. Lluvias torrenciales y vientos con fuerza de tormenta tropical azotaron toda la región. A las pocas horas de la llegada de la tormenta, comenzaron las inundaciones. En Puerto Príncipe, devastado por el terremoto, uno de los campamentos de refugiados más grandes, establecido cerca de las ruinas del Capitolio, se inundó tras las fuertes lluvias. Hasta la tarde del 8 de noviembre, se había confirmado la muerte de 20 personas, otras siete estaban desaparecidas y más de 30.000 personas estaban en refugios. Los trabajadores sanitarios también temían que los daños relacionados con Tomás en la isla pudieran agravar el brote de cólera en curso.
Tomás pasó justo al este de Cuba horas después, pero no se reportaron daños significativos en la isla. Cuando las bandas externas del huracán Tomás comenzaron a impactar Cuba, el vuelo 883 de Aero Caribbean, un avión ATR-72-212, se estrelló cerca de la localidad de Guasimal, en la provincia de Sancti Spíritus. Las 68 personas a bordo fallecieron en el impacto. Aunque el avión fue el último en despegar del aeropuerto de Santiago de Cuba antes de que cerrara debido a Tomás, se desconoce el papel, si es que tuvo alguno, de la tormenta en el accidente. Tras una revisión del accidente, se determinó que la grave acumulación de hielo, a una altitud de 20.000 pies (6.100 m), junto con errores de la tripulación, causaron el incidente.

### En otras partes
El huracán Tomás pasó muy cerca de las Islas Turcas y Caicos, evitando que fueran impactadas directamente y causando sólo inundaciones menores.

## Consecuencias
Se estima que el costo de los daños en Barbados ascenderá a BBD$ 17 millones (unos US$ 8,5 millones). En la zona norte de San Vicente, se perdió toda la cosecha de plátanos. Informes de prensa del primer ministro revelaron que casi todos los bananos fueron derribados durante la tormenta. La cosecha de plátanos del país es una importante fuente de ingresos y empleos, representando aproximadamente el 60% de la fuerza laboral y el 50% de las exportaciones.
Los daños causados por la tormenta en Trinidad y Tobago ascendieron a 4 millones de dólares TTD (629.000 dólares EE. UU.). Las pérdidas en Barbados alcanzaron los BBD$17 millones (US$8,4 millones). El Gobierno de Santa Lucía afirmó que los daños causados por la tormenta podrían superar los 100 millones de dólares. El 5 de noviembre, el primer ministro declaró que los daños causados por Tomas habían sido de aproximadamente 1.300 millones de dólares del Caribe Oriental (500 millones de dólares estadounidenses), cinco veces más de lo que se había estimado inicialmente.

### Retiro del nombre
- Debido a la magnitud de los daños en el Caribe, la Organización Meteorológica Mundial (OMM) retiró el nombre Tomás de la lista nombres de huracanes del Atlántico, vigente durante seis años, en marzo de 2011, y nunca más se utilizará como nombre de tormenta en la cuenca atlántica. Fue reemplazado por Tobias para la temporada de 2016.[68][69][70]